# 廣瀬龍
廣瀬 龍（ひろせ りゅう、1956年4月19日 - ）は、日本の元サッカー選手、サッカー指導者。帝京高校、中央大学卒業。

## 来歴
サッカー選手としては、1974年度の全国高等学校サッカー選手権大会で主将として帝京高校を初優勝へと導き、その後は中央大学やフジタ工業でプレーした。
選手引退後は指導者の道に進み、1988年に帝京第三高等学校サッカー部の監督に就任。その後帝京大学監督を経て、2003年に古沼貞雄の後任として古巣である帝京高校の監督に就任。2011年まで指揮を執った。教え子に稲垣祥、高木利弥、徳武正之、桑島良汰、内田裕久、息子の廣瀬公紀、ROLANDらがいる。
2013年4月から鹿島学園の総監督を務め、2015年にソウルデジタル大学校監督に就任した。
また、本田圭佑プロデュースによるU15/U12世代のクラブであるSoltilo Tokyo FC（一般社団法人WAHS運営）のテクニカルアドバイザーも務めている。
2020年3月26日、フェリックス・ダルマスの後任として本田圭佑がゼネラルマネージャー（実質的な監督）を務めるサッカーカンボジア代表の監督に就任（U-23代表監督も兼任）。2023年5月11日、本田とともに東南アジア競技大会 (SEA Games) での活動を最後にカンボジアでの仕事を終了。
2023年6月15日、WEリーグ・AC長野パルセイロ・レディースの監督に就任。

## 略歴
選手歴
- 帝京高校
- 中央大学
- フジタ工業（現・湘南ベルマーレ）

指導歴
- 帝京第三高等学校 監督
- 帝京大学 監督
- 帝京高校 監督
- 鹿島学園 総監督
- ソウルデジタル大学校 監督
- Soltilo Tokyo FC テクニカルアドバイザー
- サムットプラーカーン・シティFC ヘッドコーチ
- カンボジア代表 監督、カンボジアU-23代表 監督
- AC長野パルセイロ・レディース 監督

## 資格
- JFA 公認S級コーチ